# Discografia de Bruce Springsteen
Com uma carreira com mais de 50 anos, Bruce Springsteen (apelidado de "The Boss") é um cantor e compositor norte-americano com um vasto repertório discográfico.
Álbuns de estúdio:
- Greetings from Asbury Park, N.J. (1973)
- The Wild, the Innocent & the E Street Shuffle(1973)
- Born to Run (1975)
- Darkness on the Edge of Town (1978)
- The River (1980)
- Nebraska (1982)
- Born in the U.S.A. (1984)
- Tunnel of Love (1987)
- Human Touch (1992)
- Lucky Town (1992)
- The Ghost of Tom Joad (1995)
- The Rising (2002)
- Devils & Dust (2005)
- We Shall Overcome: The Seeger Sessions(2006)
- Magic (2007)
- Working on a Dream (2009)
- Wrecking Ball (2012)
- High Hopes (2014)
- Western Stars (2019)
- Letter to You (2020)
- Only the Strong Survive (2022)